# Hoheneck (Ludwigsburg)

Hoheneck im Norden des Stadtgebiets

Das frühere Burgstädtchen Hoheneck ist seit 1926 ein Stadtteil der Kreisstadt Ludwigsburg.

## Geographie
Hoheneck liegt nordöstlich der Kernstadt zwischen dem Favoritepark und dem linken Neckarufer. Im Norden grenzt Hoheneck an Freiberg am Neckar und Benningen am Neckar, im Nordosten an Marbach am Neckar, im Osten an Neckarweihingen, im Südosten an Ludwigsburg-Ost, im Süden und Südwesten an Ludwigsburg-Nord und im Westen an Eglosheim.

## Geschichte
Aus römischer Zeit finden sich in Hoheneck Spuren einer ehemaligen Villa rustica (römischer Gutshof). Ein Ziegelbrennofen wurde offenbar noch Ende des 2. Jahrhunderts n. Chr. betrieben.
Im Mittelalter wird Hoheneck erstmals als eine Burg zum „hohen Eck“ erwähnt. Vermutlich wurde die Burg Hoheneck um 1200 durch die Markgrafen von Baden erbaut, die das edelfreie Rittergeschlecht der Hacken zu Hoheneck mit ihr belehnten. Diese führten das gleiche Wappen wie die möglicherweise stammesgleichen Hummel von Lichtenberg aus Lichtenberg und die Herren von Heinriet. Im Jahr 1252 wird ein Ritter Wolfram von Hoheneck, „Wolframus miles de Hohennegk“, erwähnt. Das Siegel eines „Cunradus Hagonis de Hoheneg“, findet sich auf einer Urkunde von 1254. Die erste Erwähnung einer Siedlung bei der Burg „Hohenegge“ datiert auf das Jahr 1291.
Durch die Heirat mit Anna von Hoheneck gelangte Johann von Rechberg-Bargau zeitweilig in den Besitz von Teilen der Burg und des Ortes. Er ließ um 1340 die Siedlung mit drei Toren ummauern und durch zwei Schenkelmauern mit der Burg verbinden.
Aus ihrem Heiratsgut stiftete das Ehepaar Frucht- und Weingülten aus Benningen an die Dominikaner von Schwäbisch Gmünd. 1345 erhoben die Hacken von Hoheneck den Ort mit Zustimmung der badischen Markgrafen zur Stadt.
Nachdem die Württemberger mit ihrer zielstrebigen Territorialpolitik bereits im Jahr 1360 Rechte an der Burg und der Stadt erworben hatten, die sie weiterhin an die Hacken verpfändeten, ging Hoheneck vermutlich schon Ende des 14. Jahrhunderts ganz in ihren Besitz der Grafen von Württemberg über. Die Burg wurde scheinbar nicht mehr genutzt und zerfiel.
Unter württembergischer Herrschaft wurde das Amt Hoheneck gebildet. Dazu gehörten u. a. auch Neckarweihingen und Hochberg. 1551 wurde das Amt dem Obervogt in Marbach unterstellt. 1559 wurde eine Vorstadt vor dem Vorderen Tor, etwa an der heutigen Brunnengasse, erwähnt. Im hinteren Bereich bei der Kirche standen zwei Keltern und ein Pfarrhaus. In einer der Keltern war im oberen Stockwerk das Rathaus untergebracht.
1643 wurde der Ort während des Dreißigjährigen Kriegs geplündert und brannte fast vollständig nieder. Die ehemaligen Stadtrechte fielen in Vergessenheit. Hoheneck wurde Pfarrdorf, das zusammen mit dem restlichen Miniaturamt Hoheneck-Neckarweihingen 1719 in das neue Amt Ludwigsburg eingegliedert wurde.
Ende des 18. Jahrhunderts und zu Beginn des 19. Jahrhunderts entstehen neue Wohnplätze. Die alte Stadtbefestigung mit ihren Toren wurde abgerissen. 1837 wurde am Hungerberg eine Ziegelei errichtet. Ende des 19. Jahrhunderts wohnten bereits fast 100 Einwohner im Täle.
1892 errichtete die Stadt Ludwigsburg ein Wasserwerk, bei dessen Ausbau man einige Jahre später auf eine Kochsalzquelle stieß. 1907 war die Eröffnung für das Heilbad Hoheneck. Kurhotels und ein Kurhaus folgten. Dennoch muss Hoheneck bis heute auf den Titel Bad verzichten. Von Juni 1911 an waren Hoheneck und das Heilbad durch die Ludwigsburger Oberleitungs-Bahnen mit dem Ludwigsburger Bahnhof verbunden, die Endstation befand sich an der zentralen Kreuzung in Alt-Hoheneck. Der elektrische Betrieb wurde im Frühjahr 1926 eingestellt und durch Omnibusse der damals neugegründeten Ludwigsburger Verkehrslinien ersetzt. Ebenfalls 1926 wurde Hoheneck nach Ludwigsburg eingemeindet.
Eine neue Siedlung, die sogenannte Neustadt, entstand zu Beginn des 20. Jahrhunderts entlang der oberen Ludwigsburger Straße.

## Schrägaufzug
Zwischen dem neuen Heilbad und dem Parkplatz an der Uferstraße verkehrt ein aufzugartiger, fahrerloser Schrägaufzug.

## ÖPNV Anschluss
| Linie | Linienverlauf                                                                                      | Angefahrene Haltestellen in Hoheneck                                    | Betreiber | Bemerkungen                                                   |
| ----- | -------------------------------------------------------------------------------------------------- | ----------------------------------------------------------------------- | --------- | ------------------------------------------------------------- |
| 427   | Hoheneck – Ludwigsburg ZOB – Theo-Lorch-Werkstätten – Grünbühl                                     | Heilbad, Uferstraße, Ebelstraße, Ludwigsburger Straße, Bottwartalstraße | LVL Jäger | -                                                             |
| 427A  | Hoheneck – Ludwigsburg ZOB – Theo-Lorch-Werkstätten                                                | Heilbad, Uferstraße, Ebelstraße, Ludwigsburger Straße, Bottwartalstraße | LVL Jäger | nur an Schultagen                                             |
| 444   | Ludwigsburg ZOB – Hoheneck – Freiberg (N) – Ingersheim – Pleidelsheim – Höpfigheim – Steinheim (M) | Bottwartalstraße, Beihinger Straße                                      | FMO       | samstags nur bis Höpfigheim; sonn- und feiertags kein Verkehr |
| 542   | Hoheneck – Tamm – Bissingen – Bietigheim                                                           | Heilbad                                                                 | Spillmann | nur dienstags und donnerstags                                 |
| N41   | Ludwigsburg ZOB – Eglosheim – Neckarweihingen – Hoheneck – Ludwigsburg ZOB                         | Heilbad, Uferstraße, Ebelstraße, Ludwigsburger Straße, Bottwartalstraße | LVL Jäger | nur in Nächten auf Samstag, Sonntag oder Feiertag             |

## Sehenswürdigkeiten
Der alte Ortskern von Hoheneck ist aufgrund seiner zum Teil noch sehr gut erhaltenen Fachwerkhäuser und der kleinen mittelalterlichen Wolfgangkirche sehenswert.
Die Bergnase bei der Ruine auf dem Schlossberg bietet Ausblick über die Schleifen des Neckars, die umliegenden Weinberge und auf Ludwigsburg und dessen Residenzschloss.
Nahe dem Favoritepark befand sich ein römischer Gutshof (villa rustica), der 1911 vom späteren Landeskonservator Oscar Paret ergraben wurde. Im Zuge der Erschließung eines Neubaugebietes fand 1986–1987 eine Notgrabung für die zu überbauenden Bestandteile und 1991–1992 eine Flächengrabung für die in eine Grünanlage umzuwandelnden Bestandteile statt. Der Gutshof bestand aus Wohngebäude, Badegebäude, Brunnen, Ziegelbrennofen und Nebengebäuden; es wurden insgesamt drei Bauphasen erkannt. Das Wohngebäude verfügte über einen geräumigen Kellerraum. Die Grundrisse des Wohngebäudes und des Badegebäudes sind zu Besichtigungszwecken mit Steinplatten nachgelegt worden. Informationstafeln geben Auskunft über die ausgestellten archäologischen Funde.
Auf dem Hungerberg im südwestlichen Winkel des Ortes hat die Stadt eine Parkanlage mit Spielplätzen eingerichtet. Ein ehemaliger Steinbruch an der Bergkante wurde zu einem grünen halbrunden Talkessel umgestaltet, dessen Form einem übergroßen Amphitheater gleicht. Mannsgroße grob behauene steinerne Stelen auf dem Talboden bilden eine große Sonnenuhr.

## Umspannwerk
Hoheneck ist seit 1926 Standort großer Umspannwerke mehrerer Energieversorgungsunternehmen (Amprion, EnBW, Süwag), die auf verschiedenen Spannungsebenen miteinander gekoppelt sind. Erstellt wurden die Anlagen im Zuge des Baues der Nord-Süd-Leitung. Sie sind bis heute ein zentraler Knotenpunkt im Stromnetz Baden-Württembergs.
Zum Umspannwerk gehört auch ein 77 Meter hoher, als Stahlfachwerkturm ausgeführter Richtfunkturm.

## Vereine
Die Kultur- und Sportvereinigung Hoheneck e. V. ging im Februar 1946 aus dem 1910 gegründeten Arbeiterturnverein Hoheneck hervor. 2010 hat die KSV das 100-jährige Bestehen gefeiert. Folgende Abteilungen sind im Verein integriert: Fußball, Gesang, Handball, Tennis, Tischtennis und Turnen. Die Mannschaften der 1947 gegründeten Handballabteilung treten seit 2006 in einer Spielgemeinschaft mit dem TSV Benningen und dem TuS Freiberg unter dem Namen HSG Neckar FBH an.

## Bilder

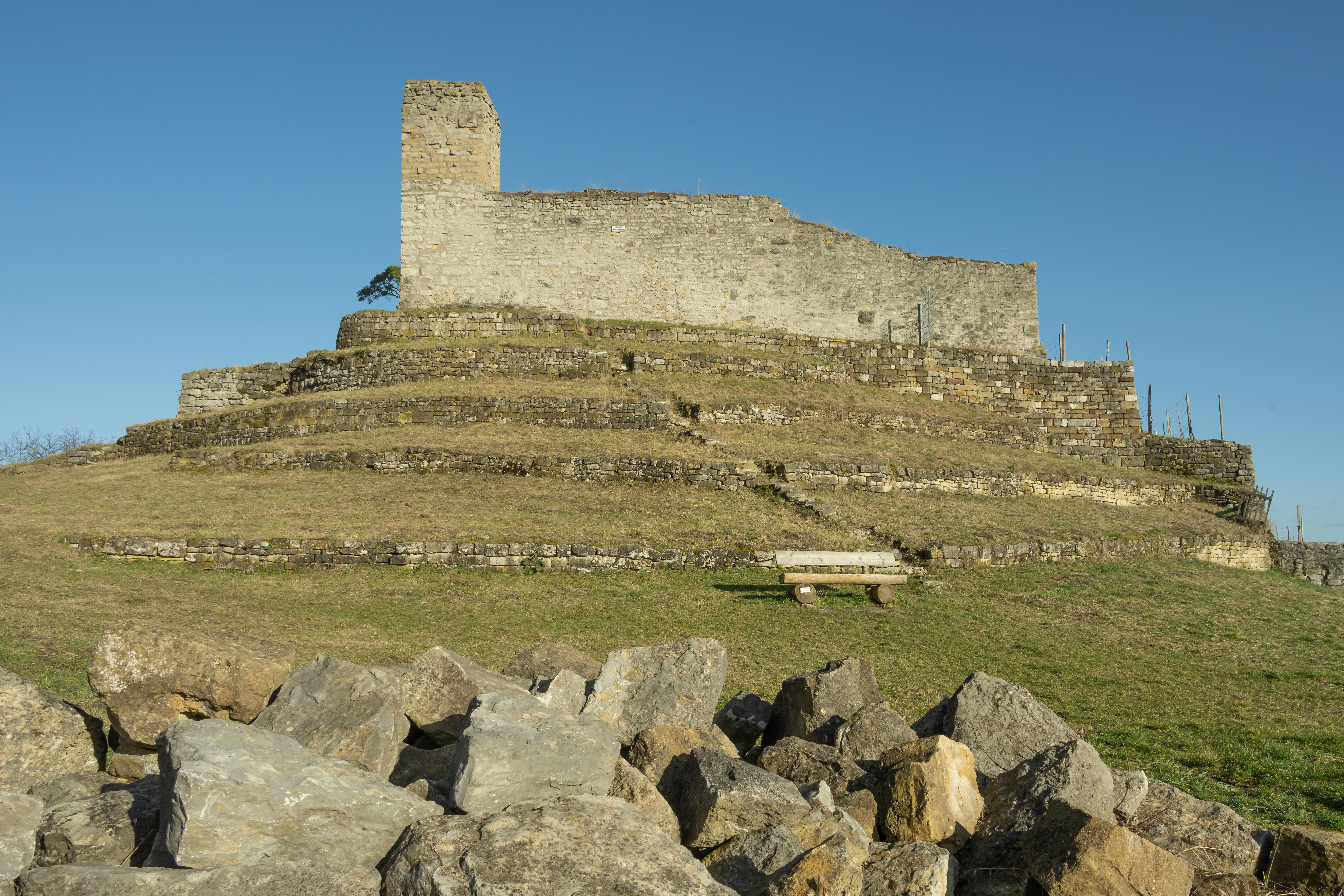
Burgruine
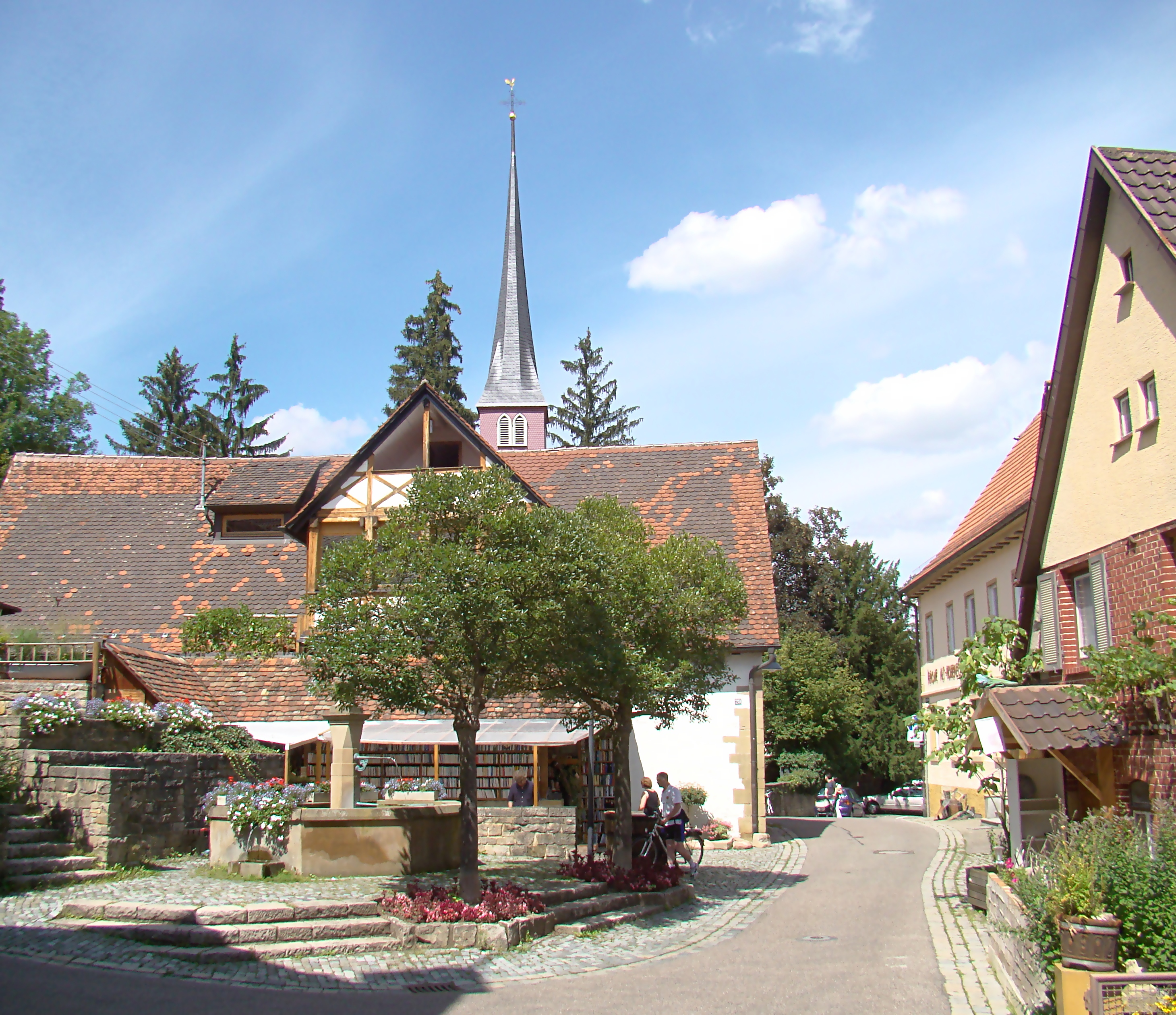
Alter Ortskern
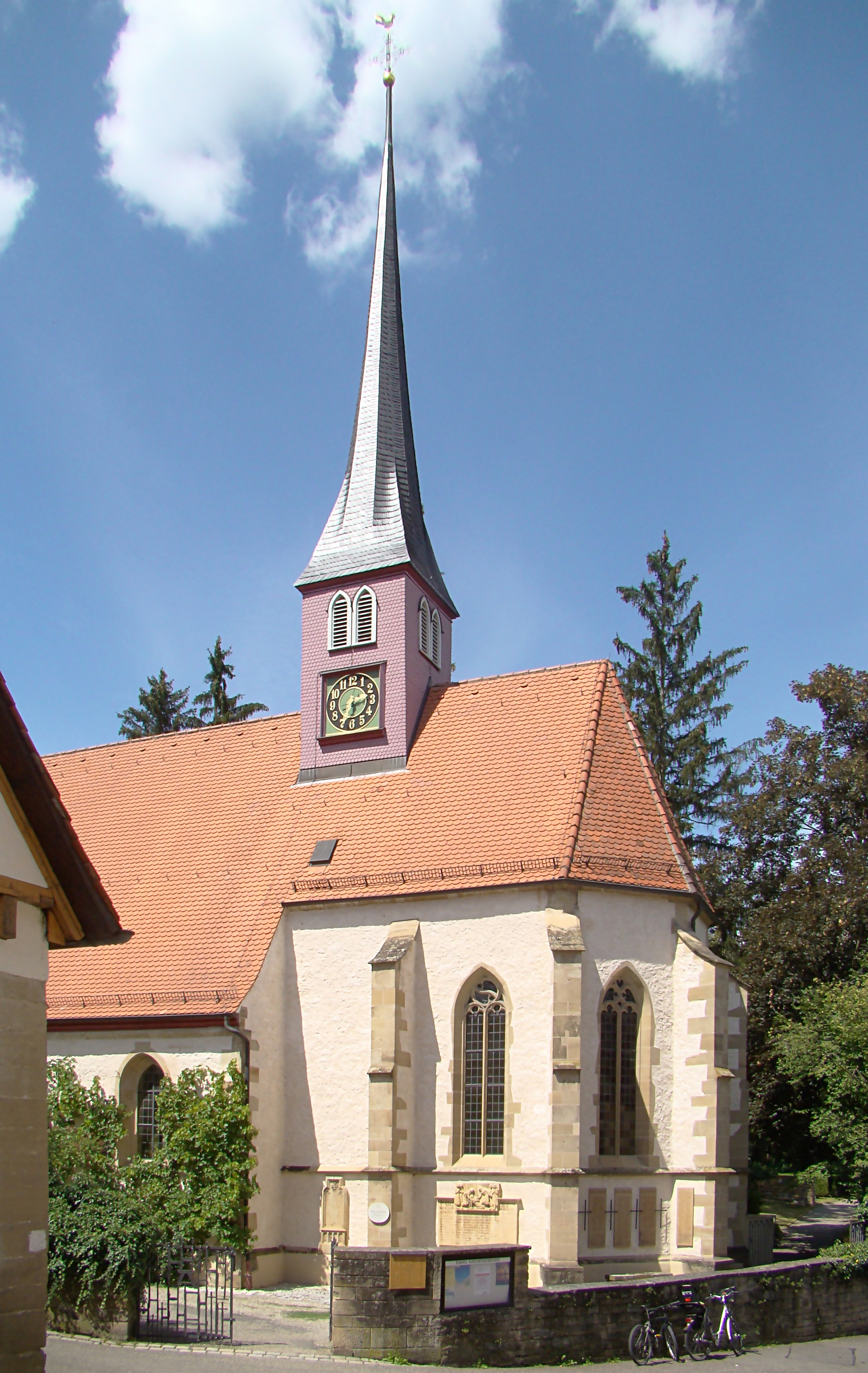
Wolfgangkirche
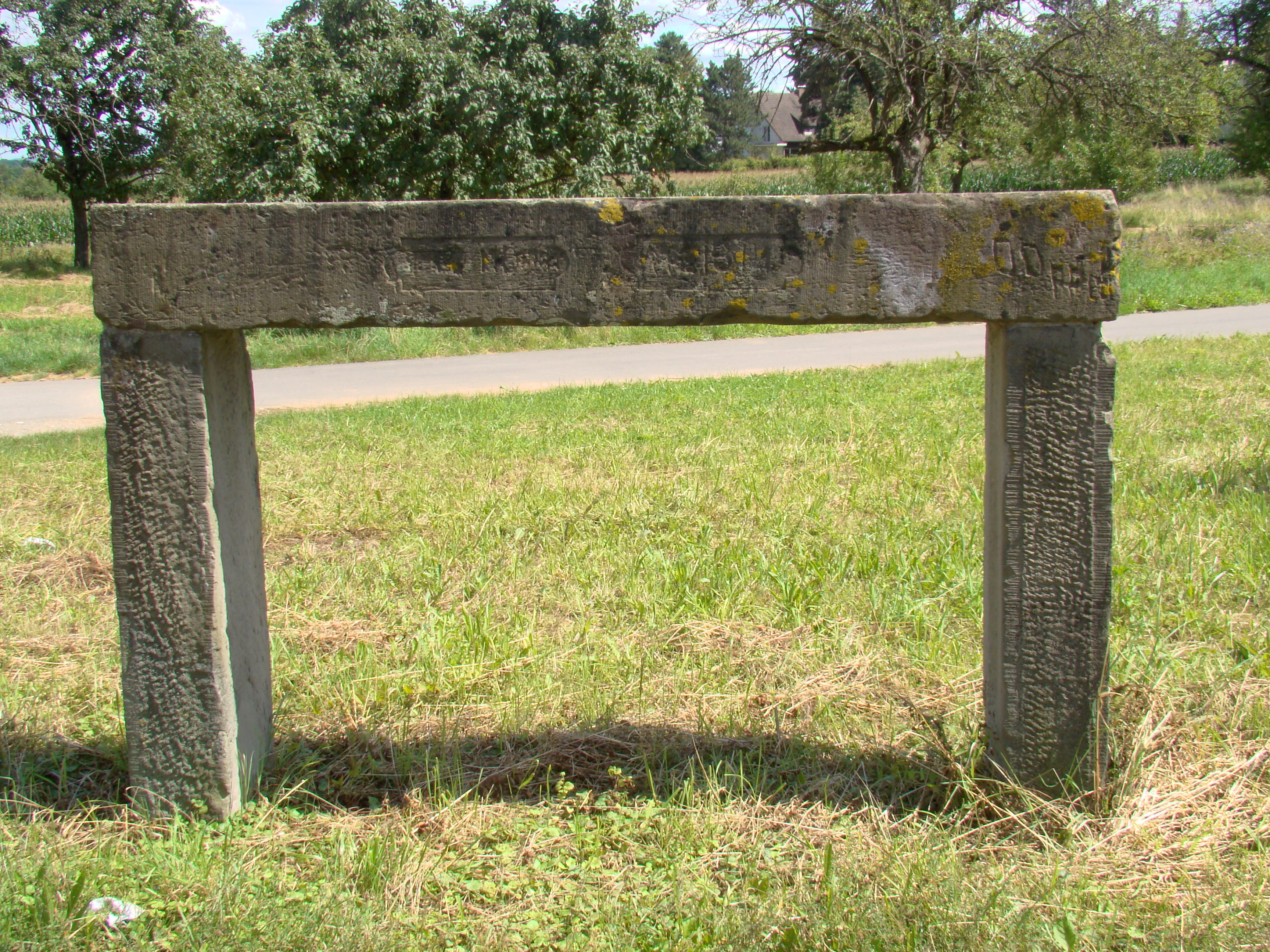
Ruhbank von 1814
Zug der Oberleitungs-Bahnen an der Endstation in Alt-Hoheneck
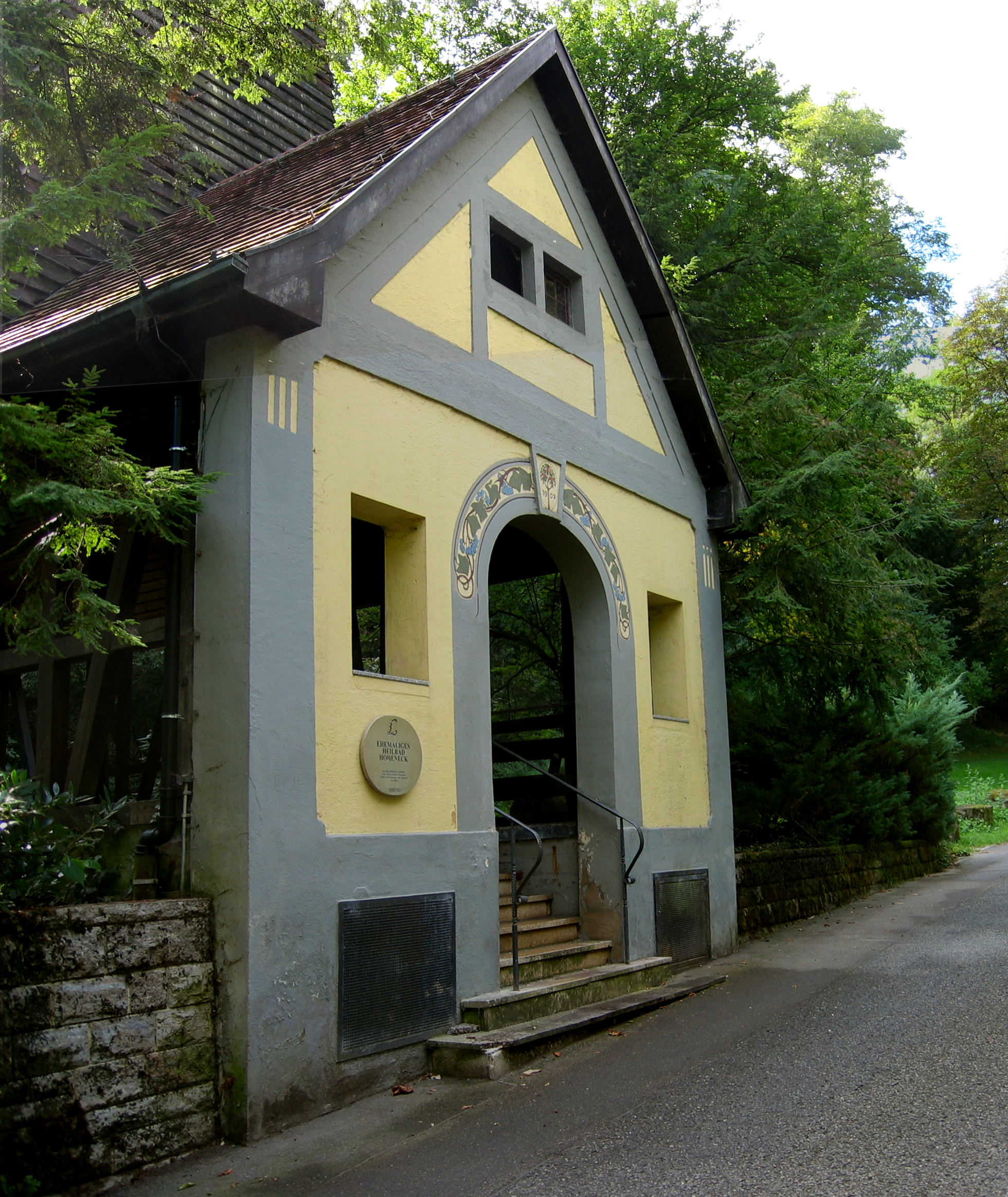
Ehemaliges Heilbad
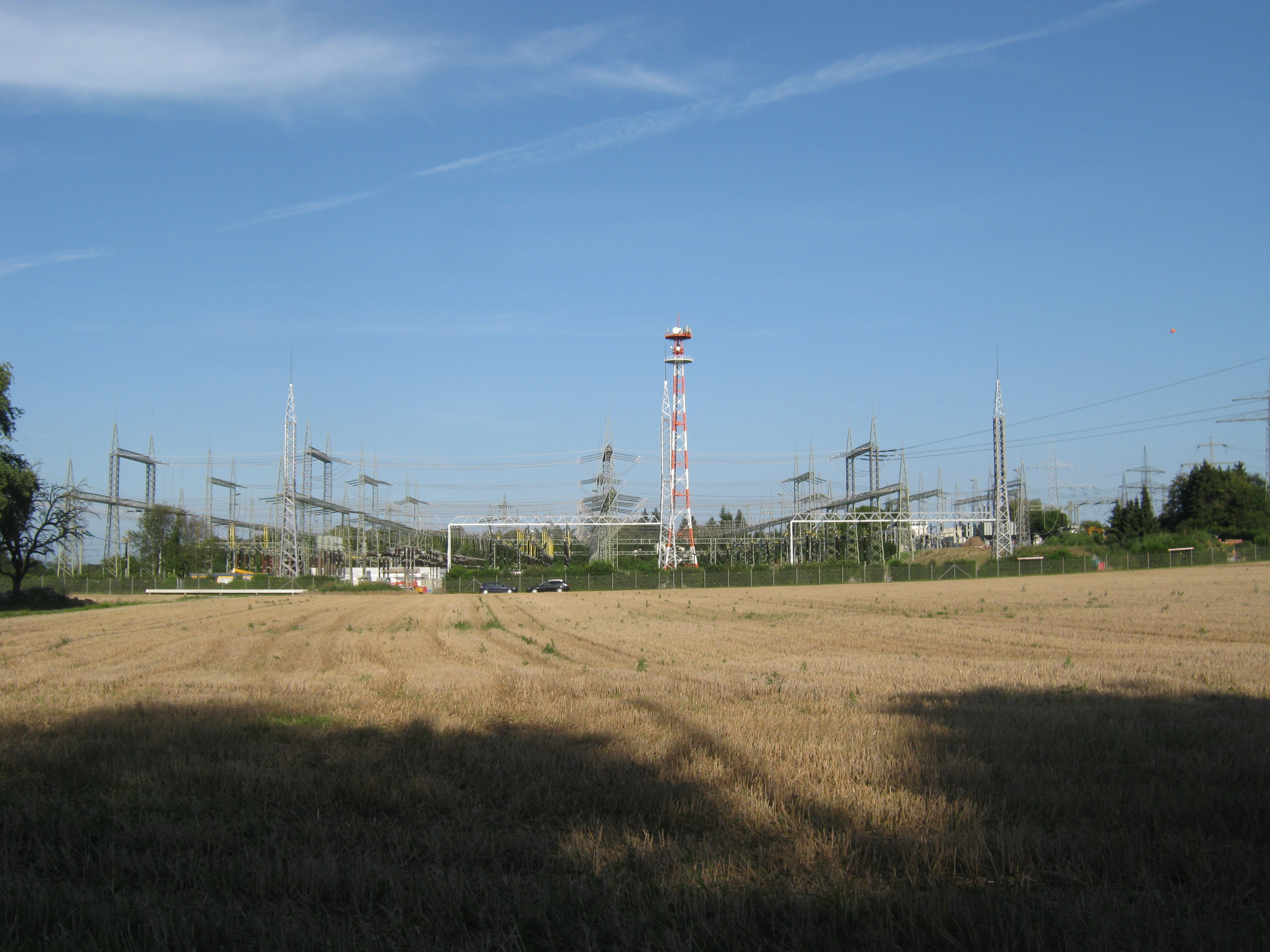
Umspannwerk
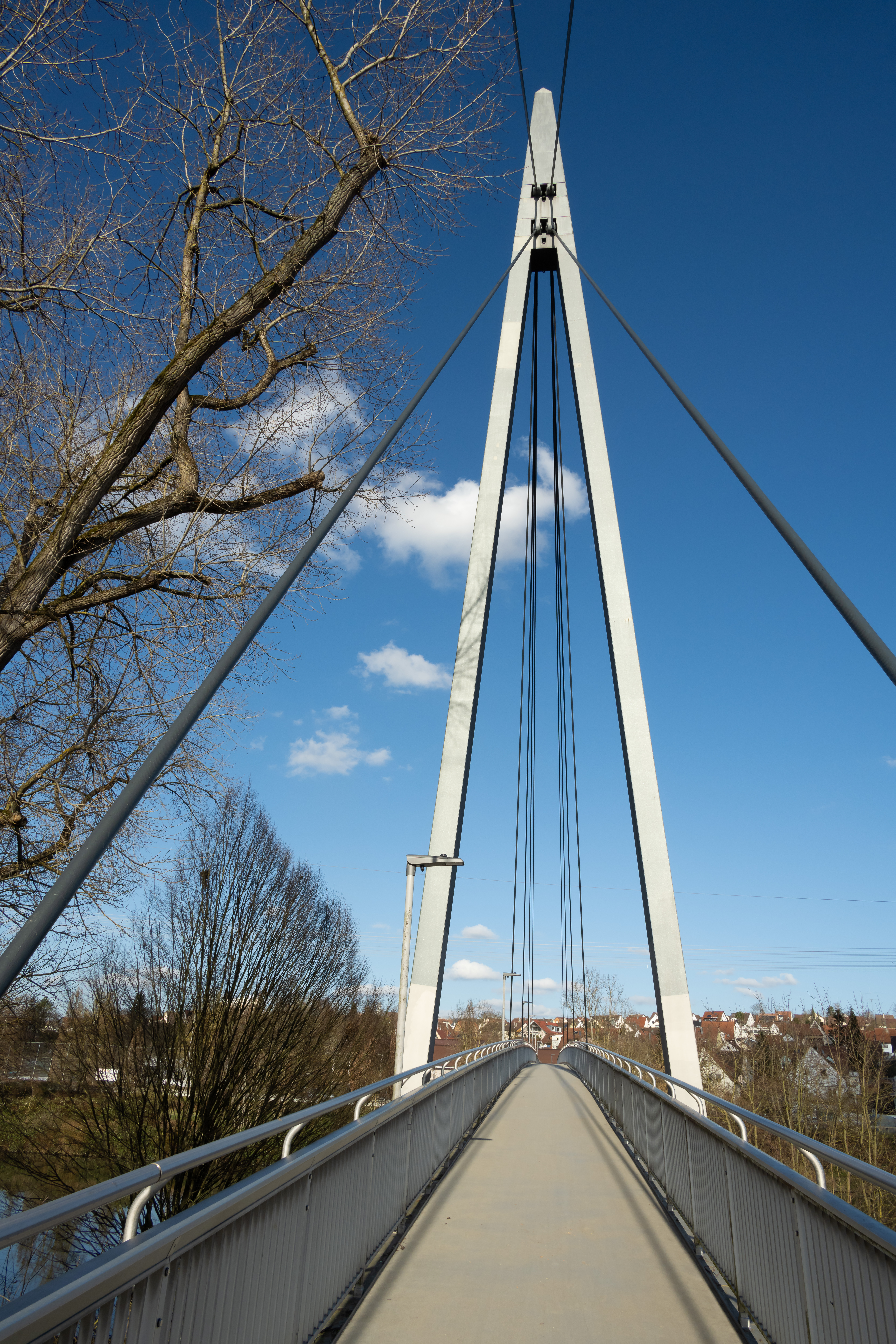
Lucien-Tharradin-Brücke
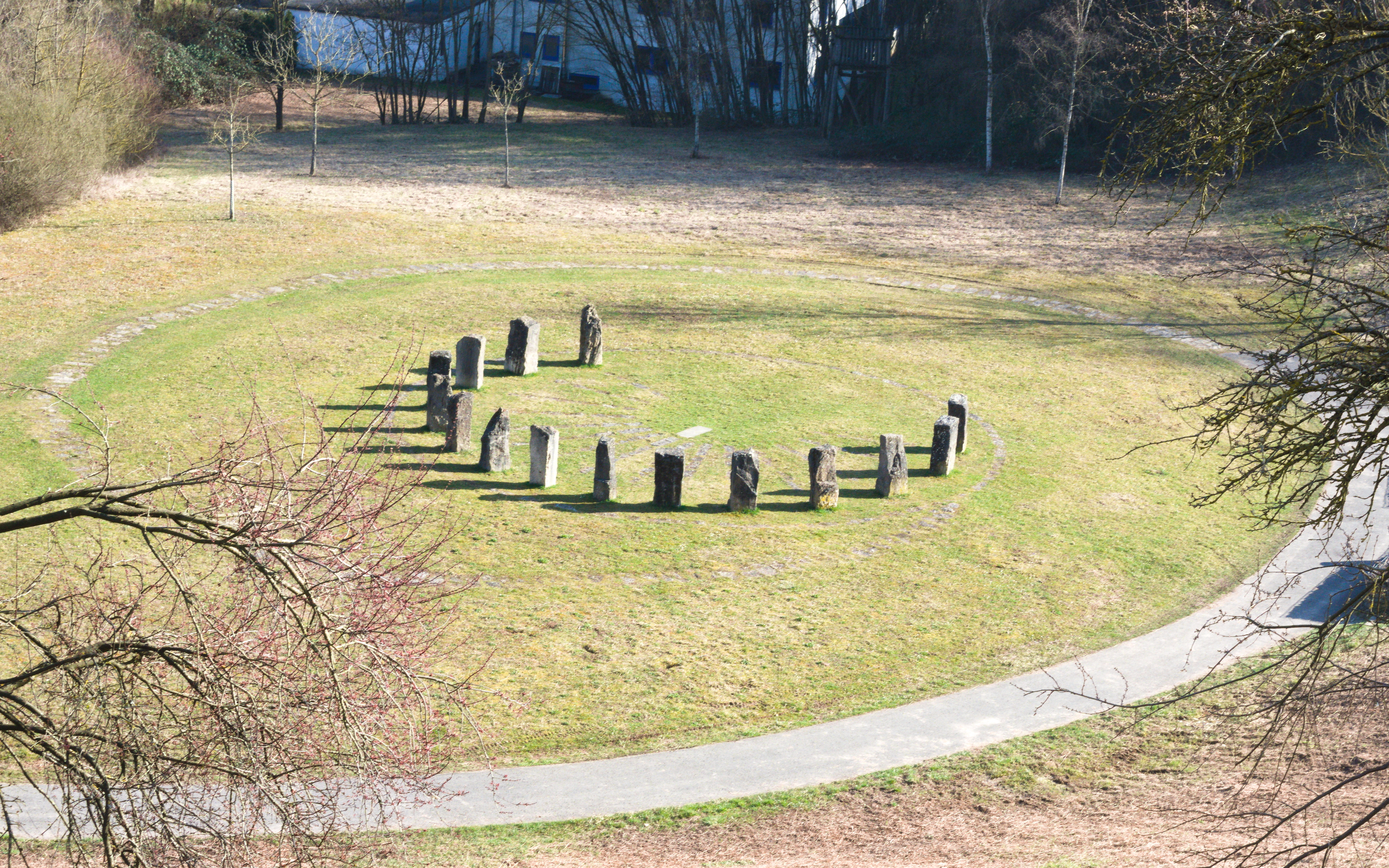
Sonnenuhr am Hungerberg